# 베이징역

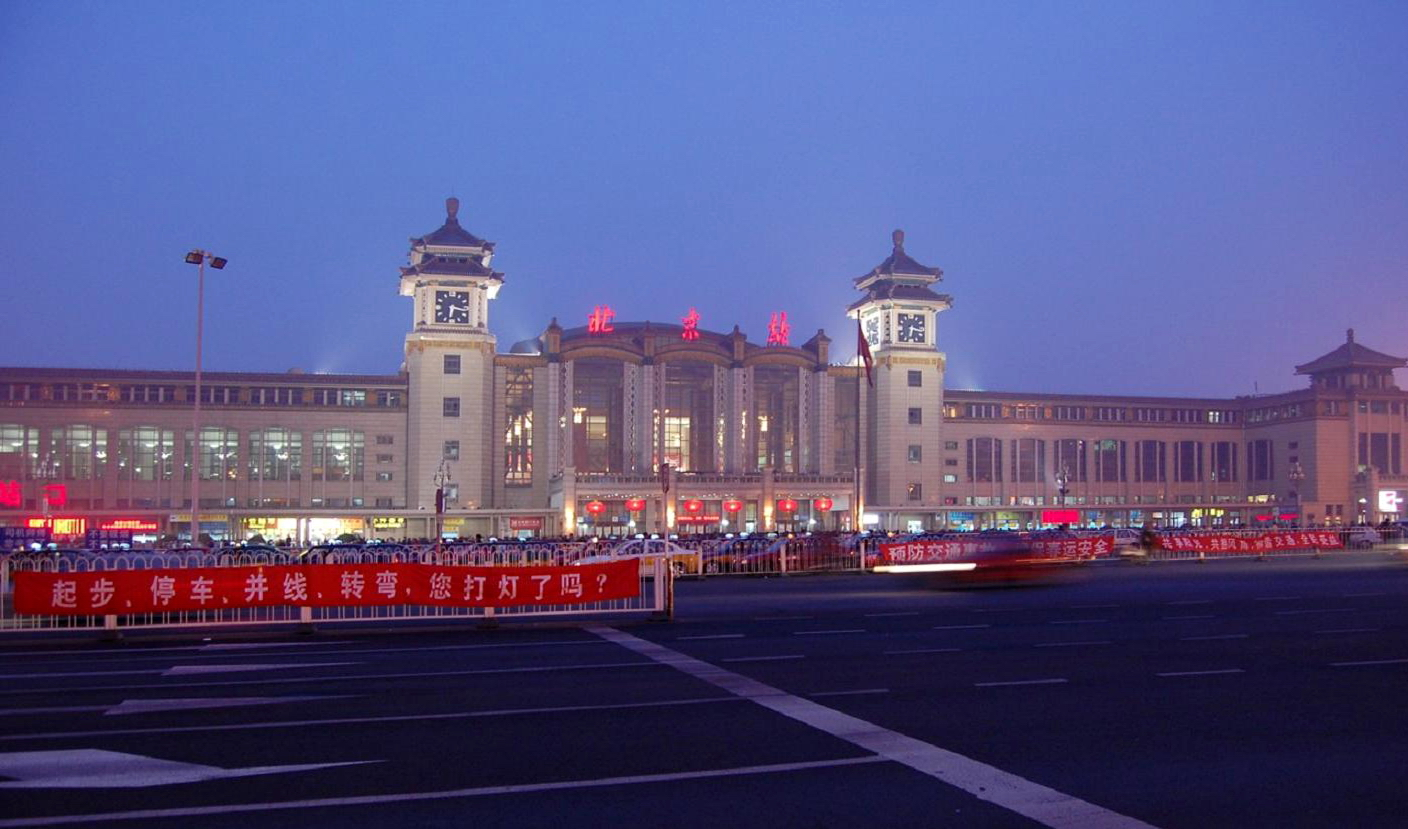
베이징역의 야경

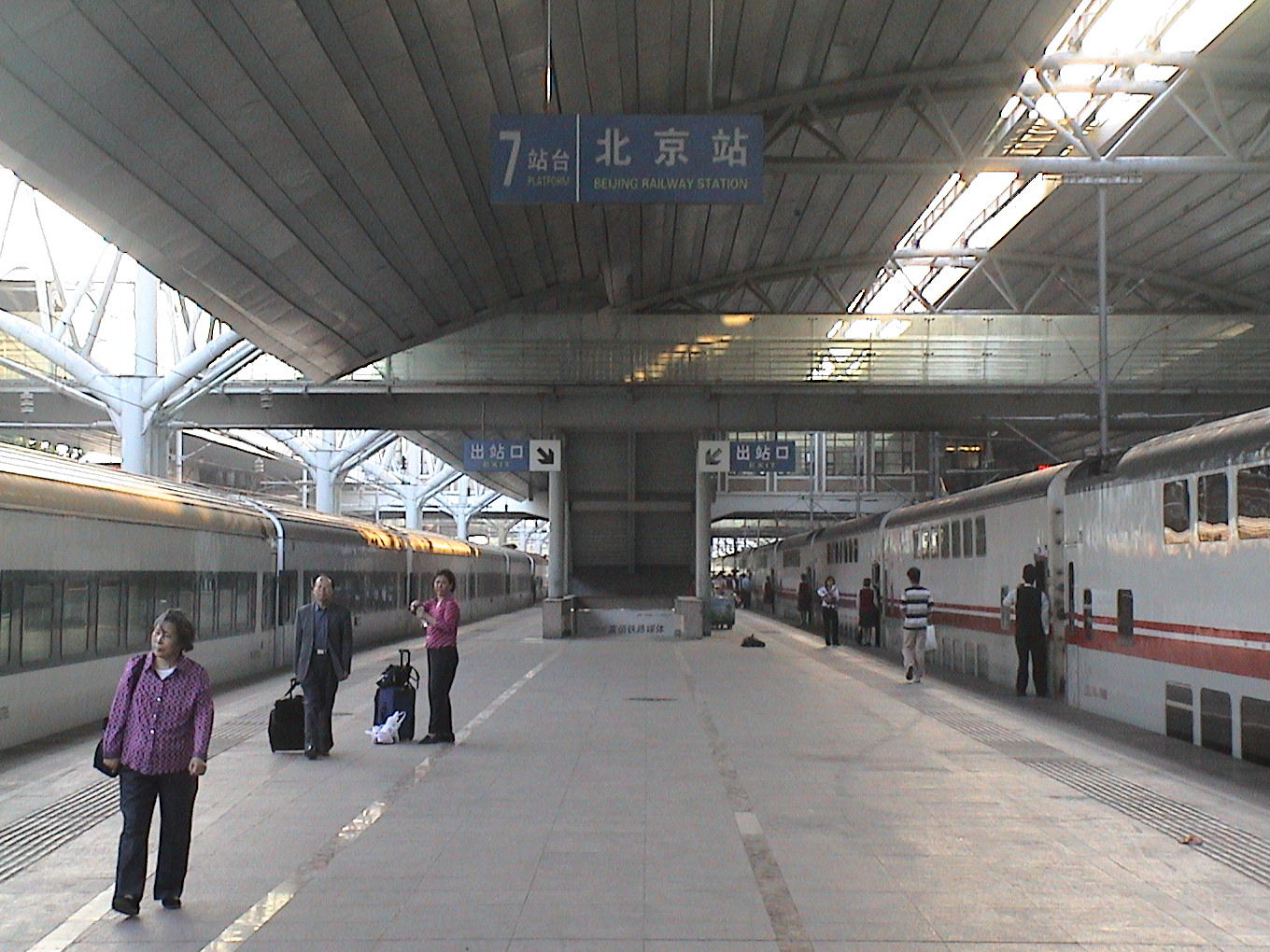
플랫폼

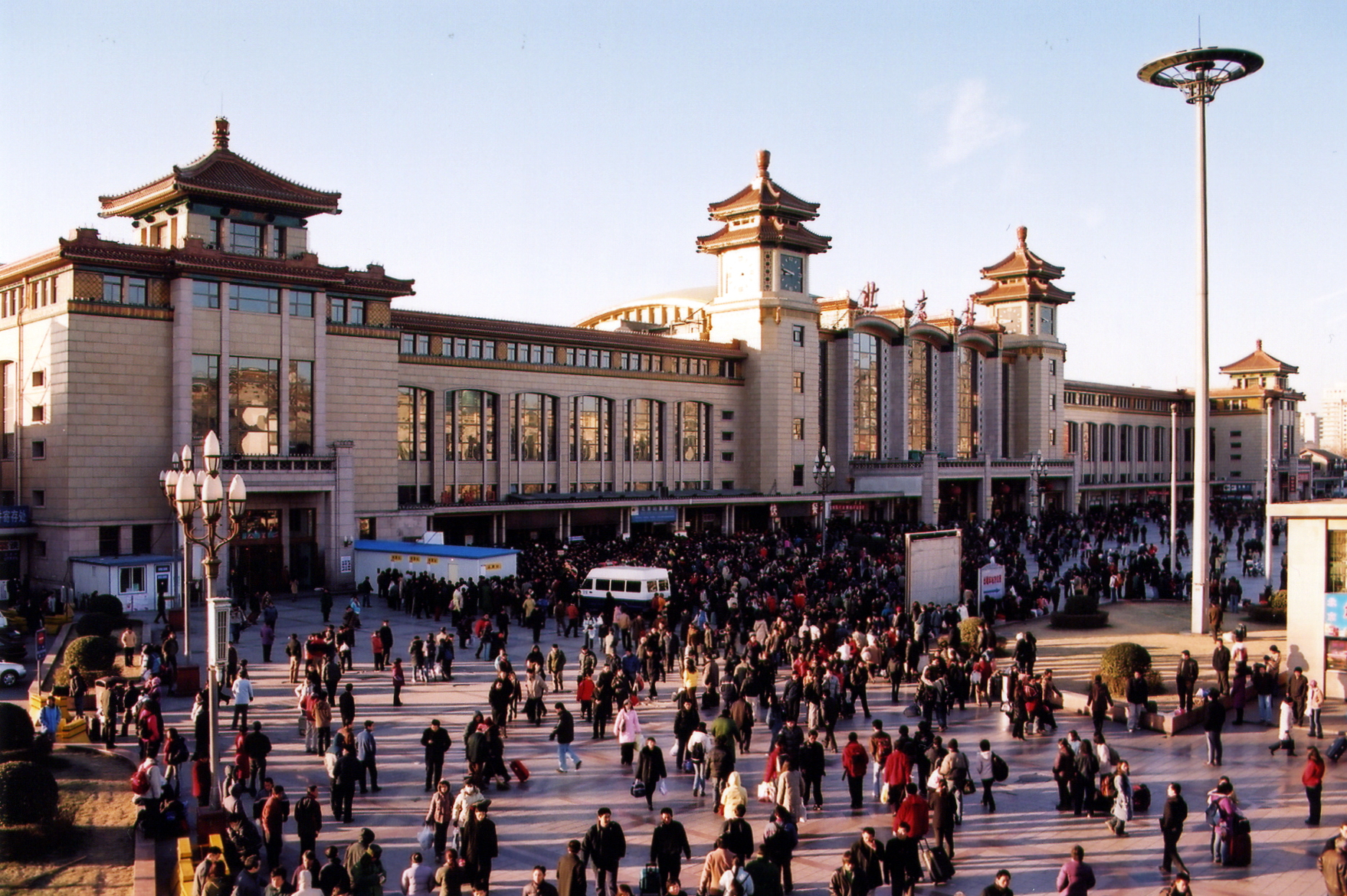
북경역

베이징역(중국어: 北京站, 병음: Běijīng Zhàn 베이징잔[*])은 중화인민공화국 베이징시 둥청구 둥볜먼(東便門)에 위치하고, 젠궈먼(建國門) 옆에 있으며 제2순환로변에 있는 역이다. 전통적인 건축양식에 50년대 양식을 가미하여 건축되었으며 1950년대에 개업하였다. 현재 베이징 남역과 함께 보수를 하고 있다. 베이징 서역이 1996년에 개업함에 따라 베이징역의 승하차 여객 수는 어느 정도 감소하였으나, 여전히 이용객수 기준 최대의 역이다. 대체로, 만주 (하얼빈, 선양, 다롄), 산둥(칭다오, 지난), 동해안(난징, 상하이, 항저우) 및 내몽골, 외몽골 방향으로 가능 열차가 발착한다. 그 외에는 베이징 서역에서 발착한다. 몇몇 국제 노선 (특히 북한의 평양행)도 여기서 발착한다. 1960~70년대의 베이징 지하철도 이 역을 종착역으로 하였다. 현재에도 지하철 2호선이 이 역을 지난다. 수 많은 버스와 전차들이 이 역에서 정차한다. 2006년의 춘절(구정월) 피크 시의 승객수는 11.8만 명으로 연중 하루 평균 45만 명이 통과하고 있다.

## 역사
원래는 정양문(正陽門) 옹성의 동쪽에 있는 경봉철도 정양문 동역(京奉鐵路正陽門東站)로 1901년 문을 열었다. 국민당 정권이 수도를 난징으로 옮겼던 시기에는 북경 자체가 북평이라고 개명되었기 때문에 북평역(北平站)이라고도 불렸지만 1949년 9월 30일에 북경역이라고 개칭했다. 중화인민공화국 10주년을 기념하기 위하여 1958년 중국공산당 중앙위원회는 "10대 건축물"이라고도 알려진 10개의 대규모 프로젝트의 계획과 건축을 시작하였다. 이것은 이 나라의 새로운 모습을 보여주려는 시도였다. 이리하여 인민대회당 등과 함께 대규모 개축을 해 현재 위치로 이전되었다. 1959년 1월 20일에 착공하여 9월 14일에 낙성했다. 점유면적 25만m2, 건축넓이 8만m2로 당시 최대의 역이었다.

## 노선

### 중국 국철
섬식 홈 6면 12선의 지상역이다. 1996년에 북경서역이 건설되어 분할되고 나서는 주로 상기의 노선이 발착을 실시하고 있다. 또 모스크바행, 울란바토르행, 평양행의 국제 열차가 있다.
- 징후 철로 (상하이행)
- 징하 철로(하얼빈행)
- 징바오 철로(京包线, 바오터우행)
- 징친선(京秦线)
- 징위안선(京原线)
- 징청 철로(청더행)

### 베이징 지하철

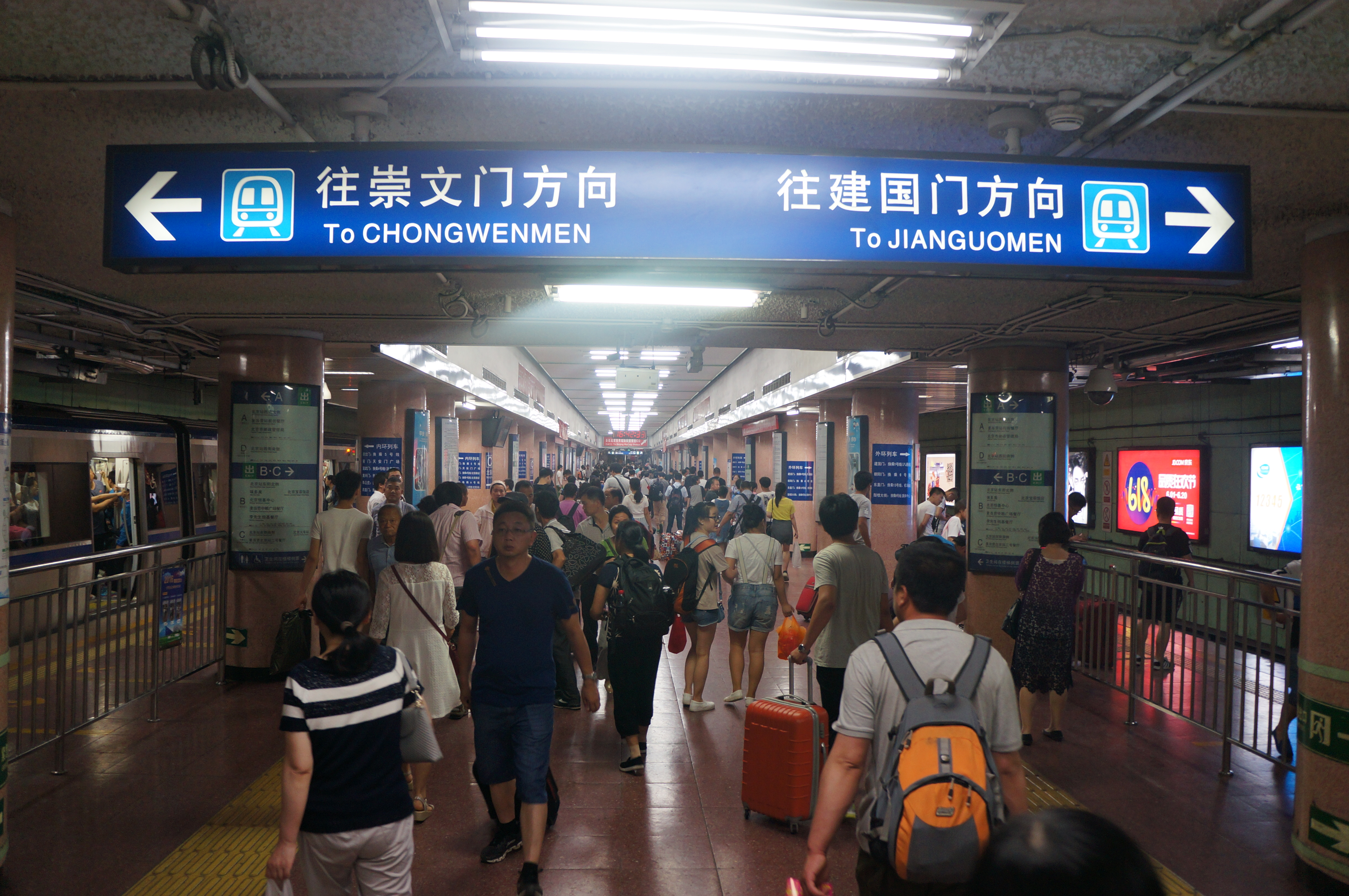
지하철 승강장

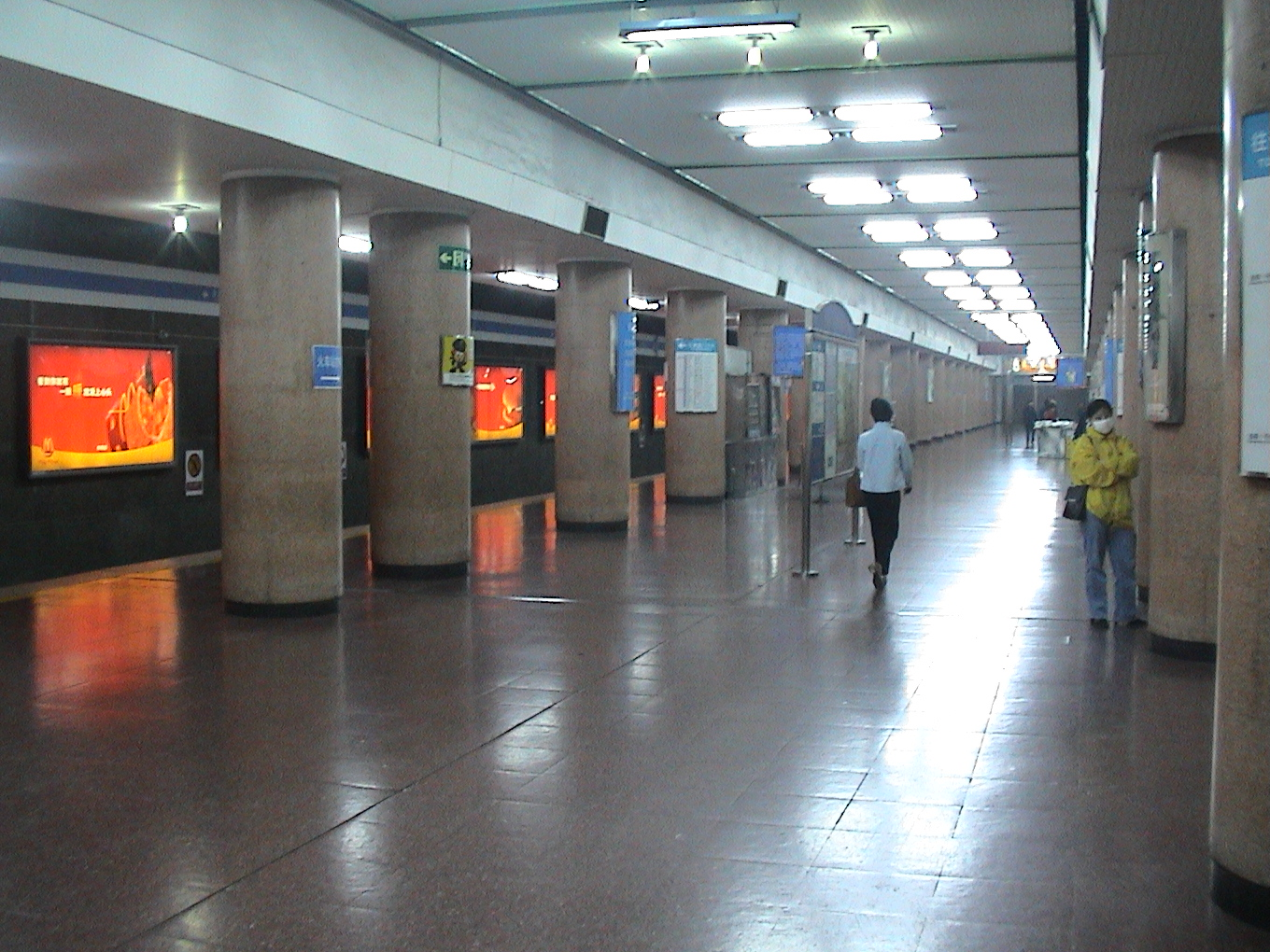
지하철 승강장

섬식 홈 1면 2선의 지하역이다. 1969년 10월 1일에 당역 - 평과 소노역간이 개업했지만, 당시는 공무원만 이용할 수 있었다. 일반에게 개방된 것은 1977년부터이다. 현재는 2호선(순환선)이 통과하고 있다. 역 번호는 210이다.
- 베이징 지하철 2호선

| 남쪽 승장장 | ■ 2호선 (외회선) | 젠궈먼・・・둥즈먼역・・・융허궁역 방면 |
| 북쪽 승강장 | ■ 2호선 (내회선) | 첸먼역・・・푸싱먼역・・・시즈먼역 방면 |

#### 위치
지하철역은 베이징 국철역 북쪽 광장, 베이징역 서가-베이징역 동가(동서방향) 및 베이징역 가(북쪽)의 교차로에 위치한다.

#### 출구
베이징 지하철역에는 총 4개의 출구가 있다. : A1서북, B동북, C동남, D1서남
| 출구번호                             | 인근 역세권 |
| ------------------------------------ | --- |
| 出口 · A · 1                         | 중화전국부녀연합회, 베이징시 정치협상회의, 장궈먼 가도(建国门街道)사무실, 장안대극장(长安大戏院), 바오천(宝辰) 호텔, 국제호텔, 싼위안진안(三元金安) 호텔, 베이징 둥청구 직업교육중심학교 |
| 出口 · B                             | COFCO 광장, 베이징 철로국 베이징 사무실, 베이징역 지구관리소, 헨더슨 센터, 홍콩특별행정구 정부 베이징 청사, 중화인민공화국 관세청, 중국 사회과학원, 국가관광청                           |
| 出口 · C                             | 신퉁 빌딩, 베이징 국철역 출구 |
| 出口 · D · 1                         | 베이징 국철역 매표소 |
| 아이콘 설명: 경사로 \| 휠체어 리프트 | |

## 우호 관계의 역

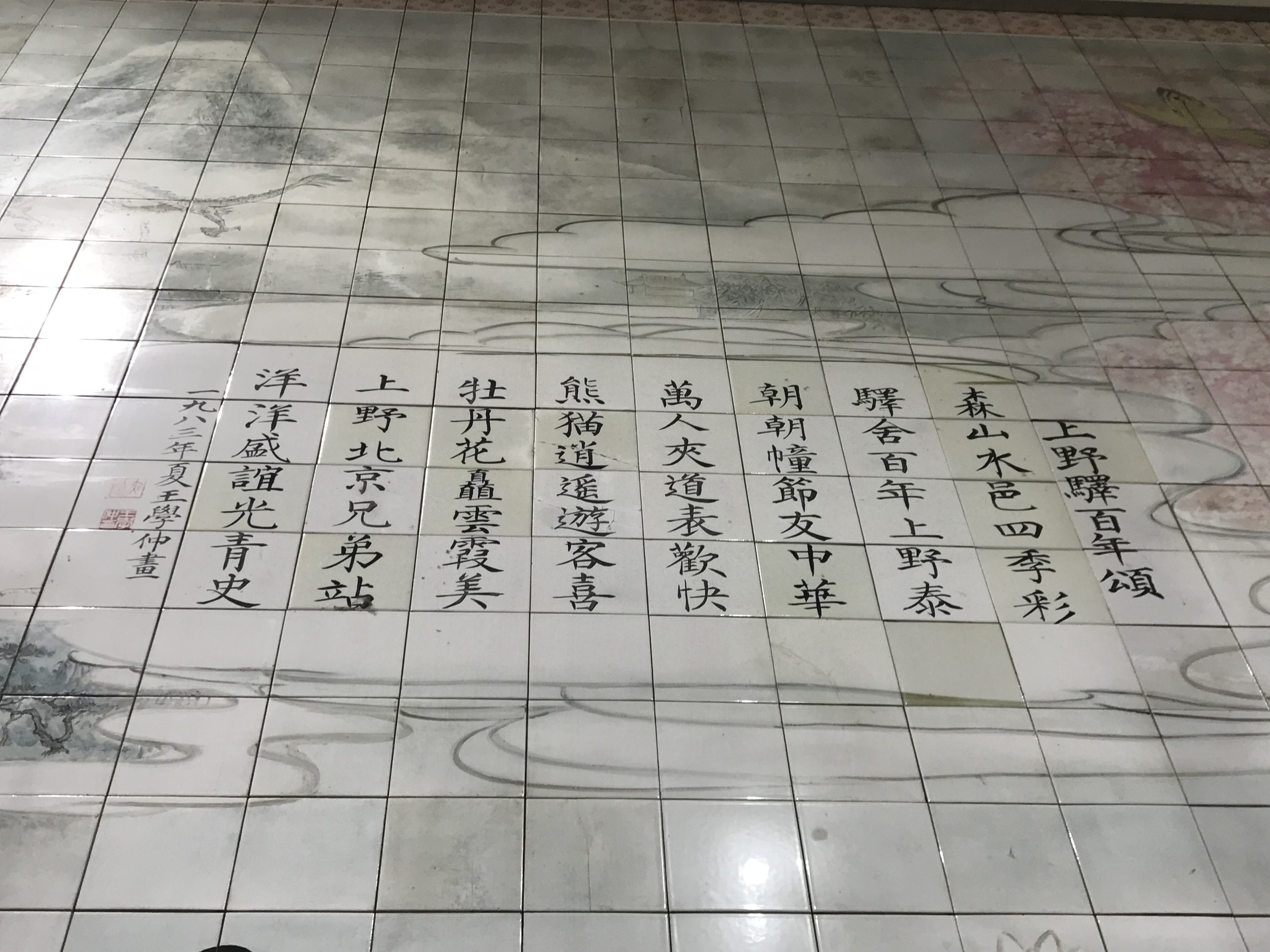
JR 우에노역 신칸센선 개찰구에 전시된, 왕쉐중 제작 "우에노 사계번영도"(上野四季繁荣图)의 시 "우에노역 백년송"(上野驿百年颂)

- 일본 : 베이징 국철역의 역장이었던 스추이셴(施萃贤)은 1980년 베이징역에서 6명의 일행을 이끌고 일본을 방문한 후, 도쿄역(東京駅)과 우에노역(上野駅)과 우호 관계를 맺었다.[2] 현재 우에노역 신칸센의 개찰구에는 1983년 우에노역과 베이징역의 우호 2주년을 기념하기 위해 중국의 도예가 왕쉐중(王学仲)이 제작한 "우에노 사계번영도(上野四季繁荣图)"가 있다.
- 대한민국 : 2007년 4월, 베이징역과 서울역이 우호 관계를 맺었다.[3]

## 주변 역

### 중국 국철
- 징광선, 징후선, 징하선
  - 베이징역 - 베이징 남역
- 징바오선, 징청선
  - 베이징역 - 베이징 동역
- 베이징 지하 직경선
  - 베이징역 - 베이징 서역

### 베이징 지하철
- 베이징 지하철 2호선
  - 충원먼(崇文门站) (209) - 베이징역 (210) - 젠궈먼(建国门站) (211)